# Espeyrac
Espeyrac (okzitanisch: Espairac) ist eine französische Gemeinde mit 248 Einwohnern (Stand: 1. Januar 2022) im Département Aveyron in der Region Okzitanien (vor 2016 Midi-Pyrénées) Sie gehört zum Arrondissement Rodez und zum Kanton Lot et Truyère. Die Einwohner werden Espeyracois genannt.

## Geographie
Espeyrac liegt etwa 29 Kilometer nordnordwestlich von Rodez. Der Lot begrenzt die Gemeinde im Norden. Umgeben wird Espeyrac von den Nachbargemeinden Le Fel im Norden, Entraygues-sur-Truyère im Nordosten, Golinhac im Osten, Campuac im Südosten, Saint-Félix-de-Lunel im Süden sowie Sénergues im Westen.

## Bevölkerungsentwicklung
| Jahr      | 1962 | 1968 | 1975 | 1982 | 1990 | 1999 | 2006 | 2019 |
| Einwohner | 405  | 352  | 305  | 287  | 225  | 243  | 242  | 248  |

Quellen: Cassini und INSEE

## Sehenswürdigkeiten
- Kirche Saint-Pierre

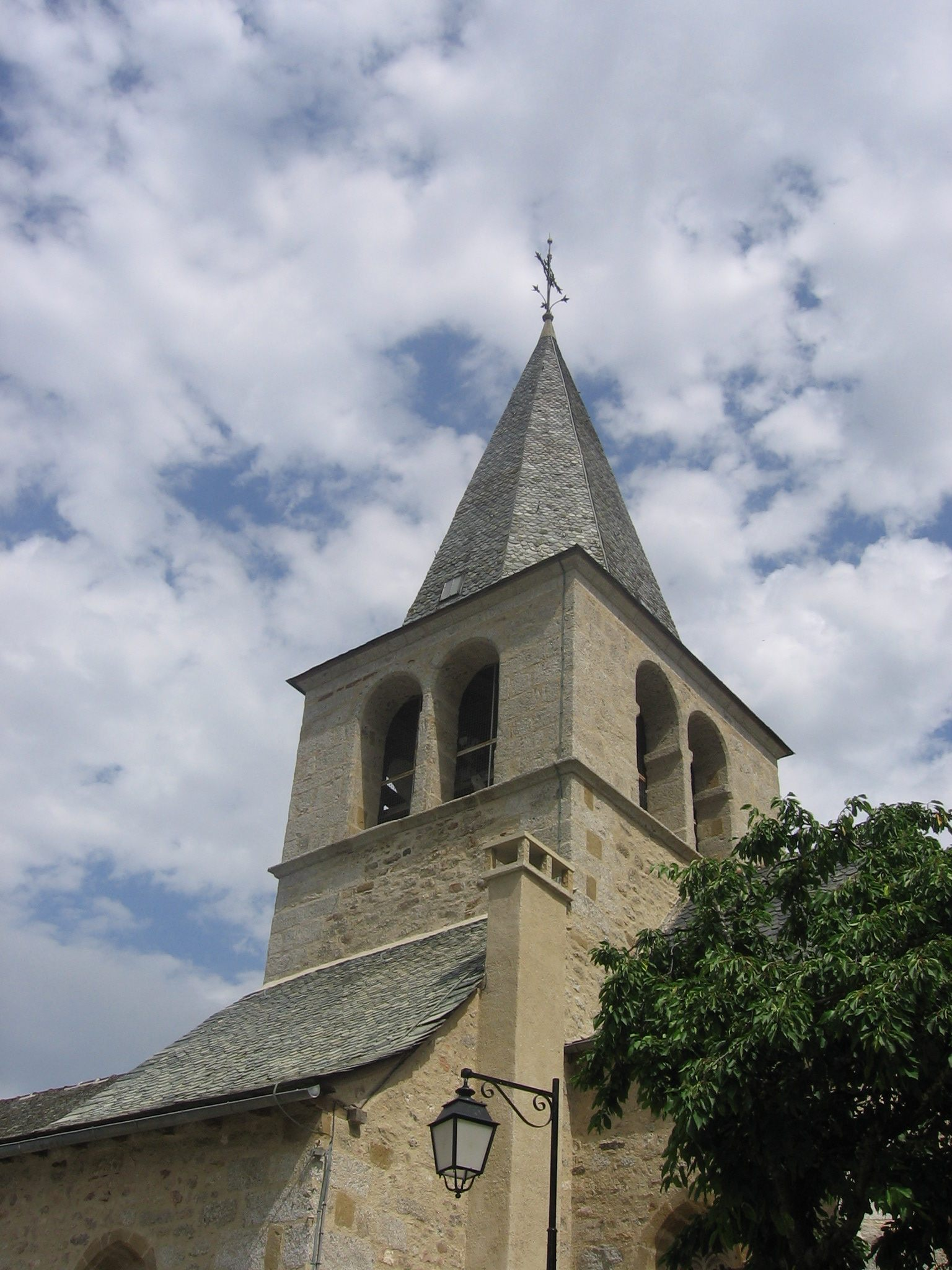
Kirche Saint-Pierre

- Durch die Gemeinde führt der als „GR 65“ gekennzeichnete französische Jakobsweg Via Podiensis.[1]